# 天津建筑
天津建筑经过600多年的发展逐步形成了古今中西交融的城市建筑风格，既保存了一些雕梁画栋、典雅朴实的古代中式建筑，也遗留下来不少风格万千、形式多样的近代西式建筑。天津市现有中国古典建筑以及英、法、美、俄、意、奥、德、日等国的历史风貌建筑872幢。随着天津城市的不断发展，一批批新兴的当代建筑也拔地而起，提升了天津市的城市形象。
由于天津地处九河下梢，拥有多条河道，因此，天津也有大量各式各样的桥梁建筑。目前，天津总共有桥梁一百多座，其中海河上游的桥梁已达20座。另外，由于天津城市的发展和城市公路网的建立，天津的立交桥也成为城市交通的重要组成部分。

## 历史建筑

### 中式建筑
由于近现代战争和人为的破坏，现今留存下来的天津中式古典建筑多以宗教场所为主，主要集中在天津老城和宫北大街及宫南大街一带，如祭祀孔子的天津文庙；道教的天津天后宫、玉皇阁、天妃宫遗址和义和团吕祖堂坛口遗址等；佛教的大悲禅院、蓟县的独乐寺和千像寺造像等；伊斯兰教的清真大寺和天津清真南大寺。另外，天津鼓楼、石家大院、李纯祠堂和天津广东会馆等均是天津中式建筑的主要代表。
天津砖雕刻工精细，圆雕、浮雕、线刻技法相融，题材有人物、祥禽瑞兽、花卉等，风格精丽繁复，主要用于照壁、门楼、墀头、屋脊、山墙等处。
- 天津天后宫
- 天津文庙
- 大悲禅院
- 天津玉皇阁

### 西洋建筑
由于近代租界的发展，给天津留下了大量的西洋建筑，如英国中古式建筑、德国哥特式建筑、法国罗曼式建筑、俄国新古典主义建筑、希腊雅典式建筑、日本和风帝冠式建筑等在天津通称为“小洋楼”。天津的西洋建筑，以多种多样为特色，各个租界国家、不同时期、不同风格遍布当年的天津租界。毛泽东和邓小平都曾多次称赞过“北京的四合院，天津的小洋楼”。其中位于解放北路的一组欧洲风格的银行、商家和饭店所构成的建筑群是天津外国建筑的典型代表，例如：采用爱奥尼柱式柱廊、严谨古典主义风格的天津汇丰银行大楼、英国古典风格的天津利顺德饭店、古典复兴主义风格的原中央银行天津分行、兼具科林斯柱式和塔斯干柱式廊柱的原中法工商银行等。而市内还有很多二、三十年代遗留下来、风格迥异的别墅。其中，五大道更是有“万国建筑博物馆”之称。五大道的有代表性的建筑有曼塞尔式红瓦坡顶的原天津工商学院主楼和庆王府等。而天津意式风情区前身是天津意租界，目前是亚洲唯一一处意大利式的大型建筑群。区内的著名意大利风格建筑有原回力球馆、意大利兵营、梁启超旧居等。另外，原处于法租界的和平路沿线也分布着众多法国风格的建筑，如劝业场、惠中饭店、浙江兴业银行等。而一些优秀的西方宗教建筑也成为天津城市中的建筑精品，如法国罗曼式风格的西开教堂、犹太教风格的天津犹太教堂、哥特式风格的望海楼教堂和安里甘教堂等。
- 东方汇理银行大楼
- 中法工商银行大楼
- 原日租界武德殿
- 原意租界兵营

### 中西合璧
另外西方建築進入天津後吸收了中國的磚雕藝術，而天津古建築亦受到西方建築的影響，如柱式結構及塔樓、角樓、圍墻及花飾的採用，这是天津建筑史上第一次中西文化大融合。西方建築和中國建築的折中形成了中西合璧式建築，其中的代表有：王仲山舊宅。

## 现代建筑
随着经济的发展和城市的建设，天津新建起越来越多的现代式建筑和摩天大楼。如建成时中国第一高的天津广播电视塔，具有欧式风情的津湾广场、天津音乐厅，融合了中国传统折纸艺术元素的现代风格建筑津塔，拉德芳斯区新凯旋门风格的津门建筑群，玻璃与钢结构形如天鹅的天津博物馆，跨越海河永乐桥上的摩天轮天津之眼，大型现代火车站天津站、天津西站，以及天津站旁的全金属的世纪钟等。

### 摩天大楼
天津市目前包括在建的超过130米的摩天大楼约有80栋左右，位居世界前列，但与香港等城市不同，天津的摩天建筑群布局分散。随着天津双核型都市化进程的加快，越来越多的超高层建筑正在向天津中心城区和滨海新区汇集。其中，天津周大福金融中心已于2017年10月31日封顶并超过天津国际金融中心，成为中国长江以北地区的第一高楼。除此之外，大量的现代摩天大楼正在滨海新区建设，其中响螺湾商务区的建筑群已经初具规模。目前，天津市已经建成、高度在前3名的摩天大楼为天津周大福金融中心、天津国际金融中心和天津环球金融中心。在建封顶的超过500米的摩天大楼有高银金融117。
- 高银金融117
- 天津广播电视塔
- 天津环球金融中心

### 城市雕塑

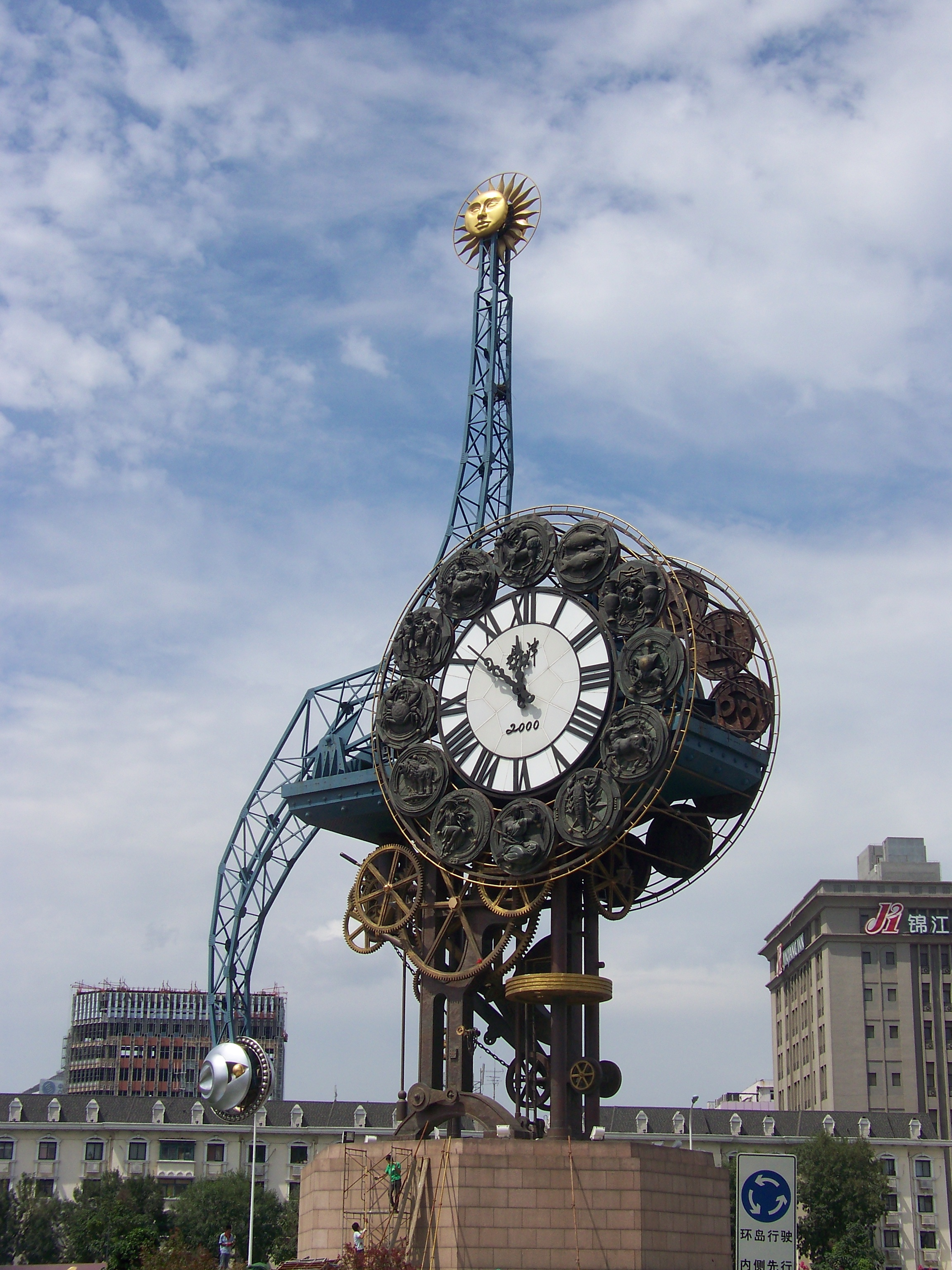
天津世纪钟

2016年6月起实施的《天津市建设项目配建城市雕塑管理暂行规定》对天津城市雕塑的密度和尺寸做了详细说明：城市公园绿地、城市广场为总用地面积2.5座/平方公里，住宅区和教育科研设施为0.6座/千人。大型商业服务业项目、大型文化、体育和医疗卫生设施城市雕塑按每处不少于1座，滨水沿线地区为1-2座/公里。

## 桥梁建筑
天津地处九河下梢，河道密布，因此建有大量各式各样的桥梁，近代的开埠，使天津拥有了一些西方开启式钢桥如吊旋的解放桥、金钢桥，平转的金汤桥，平拖的金华桥。桥梁专家茅以升说：“几乎全国的开合桥都集中在天津”。历史上，天津早期的桥梁大都是木桥或石桥。当时一些较大河流如海河、南运河、子牙河、北运河等都是依靠渡船来连接两岸交通。清康熙五十四年（1715年），在西沽地区修建了天津最早的浮桥。此后，东浮桥、盐关浮桥、院门口浮桥、北大关浮桥、大红桥浮桥、大伙巷浮桥等一大批浮桥相继建立，因而“浮梁驰渡”也成为清朝“天津八景”之一。光绪十三年（1887年），天津的第一座钢结构大桥大红桥建成。1888年，中国最早的开启式钢桥金华桥在直隶总督行馆前的南运河上建成。1906年，由天津与意、奥租界领事署及电车公司合资修建的可水平旋转开启的金汤桥在海河建成。1926年，在老龙头火车站旁新建了一座悬臂式开启桥。因为当时该桥处在各国租界地之内，所以被称为万国桥，后改称中正桥、解放桥，是现今全中国旧钢桥中唯一还能开启的桥。1985年，海门大桥成为中国第一座最大的垂直提升式钢结构跨河大桥。
目前，天津总共有桥梁一百多座，其中跨海河桥梁已达20座，而且每座桥都有不同的样式。此外，海河桥梁还有永乐桥、金钢桥、狮子林桥、进步桥、北安桥、大沽桥、赤峰桥、金汇桥、大光明桥、金阜桥、直沽桥等。其中，永乐桥上的天津之眼摩天轮是世界上唯一的跨越河流的桥上摩天轮；大沽桥曾荣获世界著名桥梁大奖——尤金·菲戈奖。
- 李公楼立交桥
- 解放桥夜景
- 奉化桥
- 北营门桥
- 北安桥

## 争议事件
2008年4月7日下午天津市副市长熊建平在视察即将投入使用的天津滨海国际机场新航站楼时，因“不喜欢这颜色”“不喜欢杨柳青年画”的个人好恶原因而勒令限期拆除斥资200万、耗时2年的雕塑《飞翔》，引发大量批评。
中華人民共和國天津市文化中心新天津图书馆在未征得日本建築設計師山本理顯的同意下更改建築外立面的事件，引起建築師本人的憤怒。